# Rafael Ríos López
Rafael Edwi Ríos López (Puerto Maldonado, 18 de julio de 1963) es un político peruano. Fue Presidente Regional de Madre de Dios entre 2003 y 2005.
Nació en Puerto Maldonado, Perú, el 18 de julio de 1963, hijo de Rafael Ríos Pérez y Elena López Vásquez. Cursó sus estudios primarios y secundarios en su ciudad natal. Entre 1993 y 2008 cursó estudios superiores de ciencias forestales en la Universidad Nacional de San Antonio Abad de la ciudad del Cusco y, entre 2003 y 2005, estudios técnicos de producción agrícola.
Dentro de su vida política, tentó dos veces su elección como congresista por Madre de Dios en las elecciones generales del 2001 y del 2016 (por Acción Popular y Perú Libertario respectivamente) sin ser elegido en ninguna de esas oportunidades. Asimismo, tentó la presidencia del Gobierno Regional de Madre de Dios en tres oportunidades (elecciones regionales del 2002, del 2006 y del 2014) siendo elegido sólo en la primera oportunidad cuando postuló por el Movimiento Nueva Izquierda y obtuvo el 34.552% de los votos.
Durante su gestión, Ríos fue capturado en medio de un proceso penal seguido en su contra lo que terminó ocasionado su declaración de vacancia del cargo de Presidente Regional por el Consejo Regional, medida que fue luego confirmada por el Jurado Nacional de Elecciones.